# Rosie Aldridge
Rosie Aldridge (nascuda a Hertfordshire) és una mezzosoprano anglesa. Es va llicenciar al Benjamin Britten International Opera School del Royal College of Music i va ser Jerwood Young Artist al Festival de Glyndebourne del 2010.